# Désiré Vanremortel
Désiré Jean Vanremortel (Etterbeek, 10 november 1892 - 1945) was een Belgische atleet, die gespecialiseerd was in de lange afstand en het snelwandelen. Hij nam eenmaal deel aan de Olympische Spelen.

## Biografie
Vanremortel werd in 1920 vijfde in de marathon der Vlaanders. Dat leverde hem een selectie op voor de Olympische Spelen in Antwerpen. Hij gaf op in de marathon.Later werd hij ook snelwandelaar. Hij nam onder andere deel aan Parijs-Straatsburg.
Als atleet was Vanremortel aangesloten bij Union Sint-Gillis, Cercle des Sport d’Etterbeek,  Racing Club Brussel en Union Sportive Etterbeek. Als snelwandelaar bij Cercle de Marche d’Etterbeek.
Vanremortel verdween in 1945 op tragische wijze. Als eerbetoon organiseerde zijn club vanaf 1946 de Coupe Désiré Van Remortel.

## Palmares

### veldlopen
- 1915:  Cross van de Premier Pas

### marathon
- 1920: 5e Marathon der Vlaanders Aalst - Gent (32 km) - 2:15.33
- 1920: DNF OS in Antwerpen
- 1923: 6e Marathon Mechelen - Brussel (32 km) - 2:09.15[4]
- 1924: 4e Marathon Mechelen - Brussel (32 km) - 2:09.37

### snelwandelen
- 1931:  La Marche de 100 km in Gosselies - 5:45